# Hôtel Petersberg
Pour les articles homonymes, voir Petersberg.
L'hôtel Petersberg est la résidence d'hôtes de la République fédérale d'Allemagne (en allemand Bundesgästehaus, ou de son titre officiel complet Gästehaus der Verfassungsorgane der Bundesrepublik Deutschland, c'est-à-dire : « Maison d'hôtes des organes constitutionnels de la République fédérale d'Allemagne »).

## Histoire

### Demeure puis hôtel/spa
Dans le courant du XIXe siècle, l'hôtel Petersberg est la demeure d'une riche famille de commerçants. En 1892, le bâtiment ouvre en tant qu'hôtel, mais n'est accessible qu'en empruntant la voie ferrée construite pour desservir l'hôtel. En 1912, Ferdinand Mülhens rachète le bâtiment et y rajoute un spa. Pendant les première et deuxième guerres mondiales, l'hôtel est reconverti en hôpital militaire,.
À la fin de la Seconde Guerre mondiale, l'hôtel devient le siège de la Haute commission alliée pour l'Allemagne. Le statut d'occupation y fut défini le 21 septembre 1949. Plusieurs semaines plus tard, le 22 novembre 1949, l'accord de Petersberg y fut signé entre le chancelier Konrad Adenauer et les Alliés occidentaux. La Haute commission alliée y résida jusqu'en 1955, date à laquelle l'Allemagne fédérale retrouva sa souveraineté.

### Propriété de l'État fédéral
Le gouvernement fédéral, installé à Bonn, cherchait un endroit pour héberger ses hôtes étrangers et à partir de 1955 commença à louer l'hôtel Petersberg (alors géré par l'hôtel Breidenbacher Hof de Düsseldorf). Quand le bail expira en 1969, l'établissement connu rapidement des difficultés économiques et ferma peu de temps après. Le bâtiment fut alors juste entretenu pour lui éviter de tomber en ruines.
En 1973, l'homme politique soviétique Leonid Brezhnev réside dans l'hôtel aménagé exclusivement pour lui.
En 1978, le gouvernement racheta l'hôtel à la famille Mülhens pour 18,5 millions de DM, afin d'en faire une résidence pour ses visiteurs de marque. Une rénovation et une reconstruction furent achevées en 1990 sur les plans d'Horst Linde. Lorsque Bonn était la capitale allemande, la plupart des chefs d'État en visite dans la République fédérale y ont séjourné. Une aire pour hélicoptère permettait un accès rapide et le fait qu'une seule route mena à l'hôtel facilitait la sécurité.  
À la suite du déménagement du gouvernement allemand à Berlin, le Petersberg continua à être utilisé pour l'accueil d'officiels et pour des conférences, ce qui lui valut d'être quelquefois surnommé le « Camp David allemand ». En décembre 2001, les accords de Bonn sur l'Afghanistan y furent signés et une conférence de suivi de ces accords s'y tint un an après, le 2 décembre 2002.
Michael Schumacher s'y est marié en 1995.
De 2011 à 2013, le gouvernement allemand cherche un racheteur pour reprendre l'hôtel Petersberg, en vain.
Plus proche de Berlin, le château de Meseberg succède à l'hôtel Petersberg comme résidence officielle.

### Rénovation, entrée de Steinberger
En 2015, le gouvernement fédéral allemand annonce un investissement de 35 millions d'euros pour la rénovation de l'hôtel Petersberg. Le nombre de chambres passe de 99 à 122,.
En mars 2019, la marque hôtelière de luxe Steigenberger Hotels & Resorts annonce un plan de rénovation de ses hôtels, dont le Petersberg.

## Liste des conférences de Petersberg
- 1949 : Accord de Petersberg
- 1992 : Missions de Petersberg, réunions concernant la Politique européenne de sécurité et de défense
- 1992 : Conseil des ministres de l'Union de l'Europe occidentale avec la « déclaration de Petersberg »
- 1999 : Sommet de l'Union européenne
- 1999 :  Conférence sur la crise au Kosovo
- 2000 : 15e conférence des ministres des Affaires étrangères de l'Union européenne
- 2001 : Accords de Bonn ou « Accord sur des arrangements temporaires en Afghanistan en attendant le rétablissement des établissements permanents de gouvernement »
- 2002 : Conférence de suivi des accords de Bonn
- 2005 : Conférence « Partenariat avec l'Afrique »

## Description
L'hôtel compte 112 chambres. Le bâtiment est situé sur le mont Petersberg, un mont proéminent de Siebengebirge près de Bonn en Rhénanie-du-Nord-Westphalie, dans l'ouest de l'Allemagne. Avec une altitude de 331 mètres, il domine les villes de Königswinter, sur la rive droite du Rhin et Bonn sur la rive opposée.

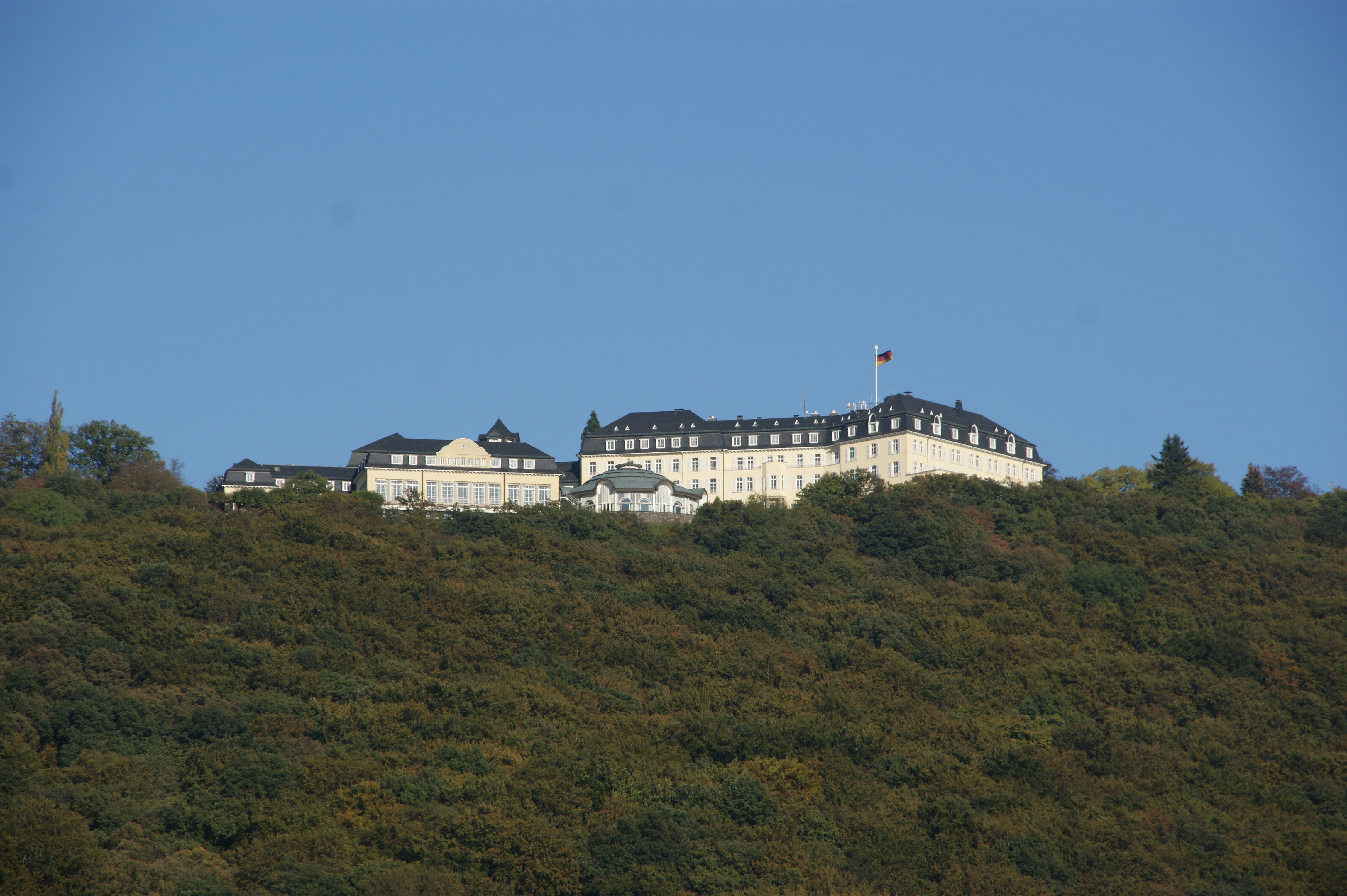
L'hôtel Petersberg vu d'en bas du mont.
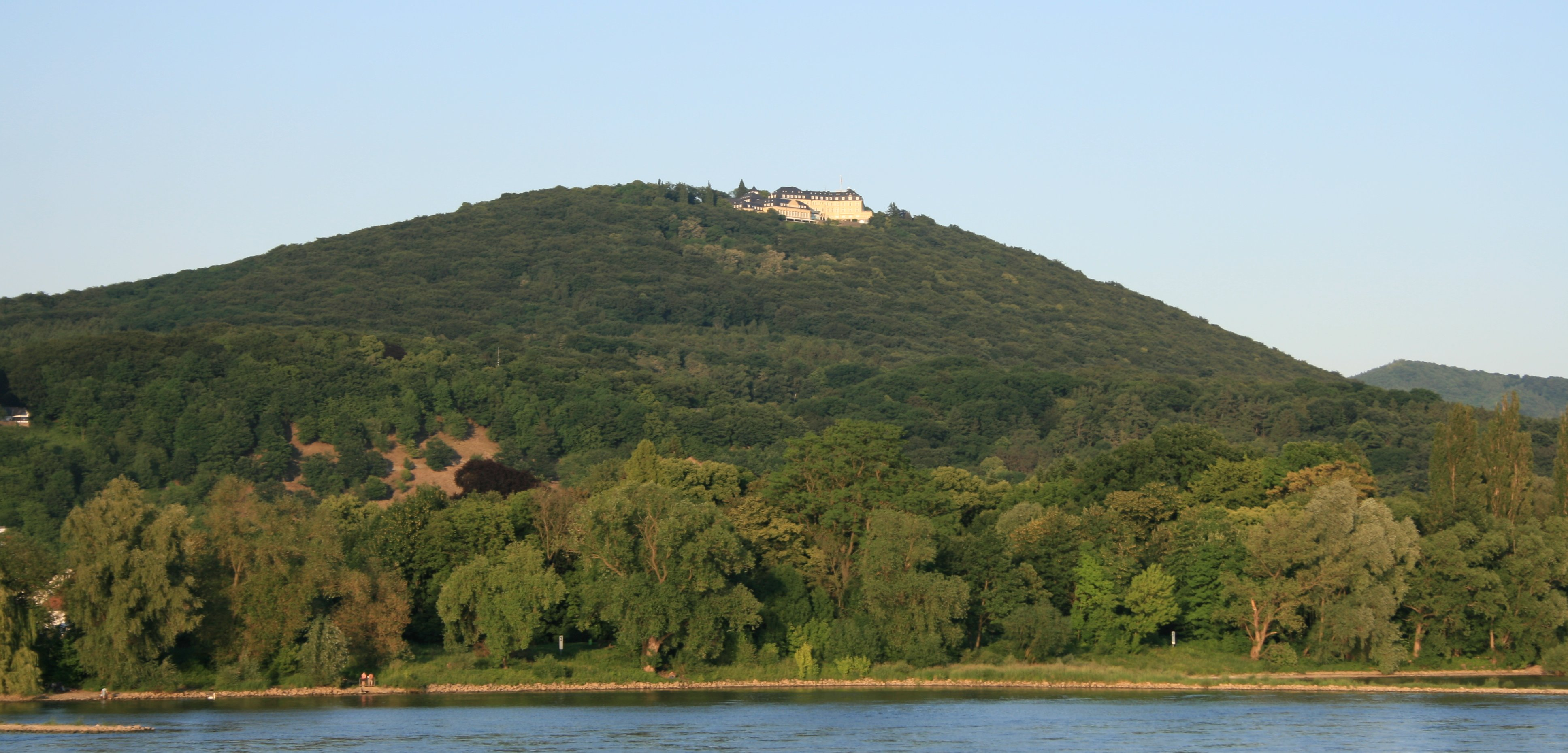
Le mont Petersberg.

L'hôtel est ouvert au public, et géré par le groupe hôtelier Steigenberger.